# Orapin Chaiyakan
Orapin Chaiyakan (em tailandês: อรพินท์ ไชยกาล) (6 de maio de 1904 - 1 de Janeiro de 1996) foi uma política e professora tailandesa. 

## Vida
Ela nasceu em Ubon Ratchathani, estudou educação em Bangkok, e serviu como diretora da Escola Narinukun de 1924 a 1940. Ela foi a primeira mulher a ser eleita para ocupar um cargo no Parlamento da Tailândia. Especificamente, ela foi eleita para se tornar membro da Câmara dos Representantes da Tailândia em 5 de junho de 1949. Ela foi eleita como representante da Província de Ubon Ratchathani. Ela era membro do Partido Democrata.